# Degenia velebitica
Degenia velebitica är en korsblommig växtart som först beskrevs av Árpád von Degen, och fick sitt nu gällande namn av August von Hayek. Degenia velebitica ingår i släktet Degenia, och familjen korsblommiga växter. Inga underarter finns listade i Catalogue of Life.

## Bildgalleri

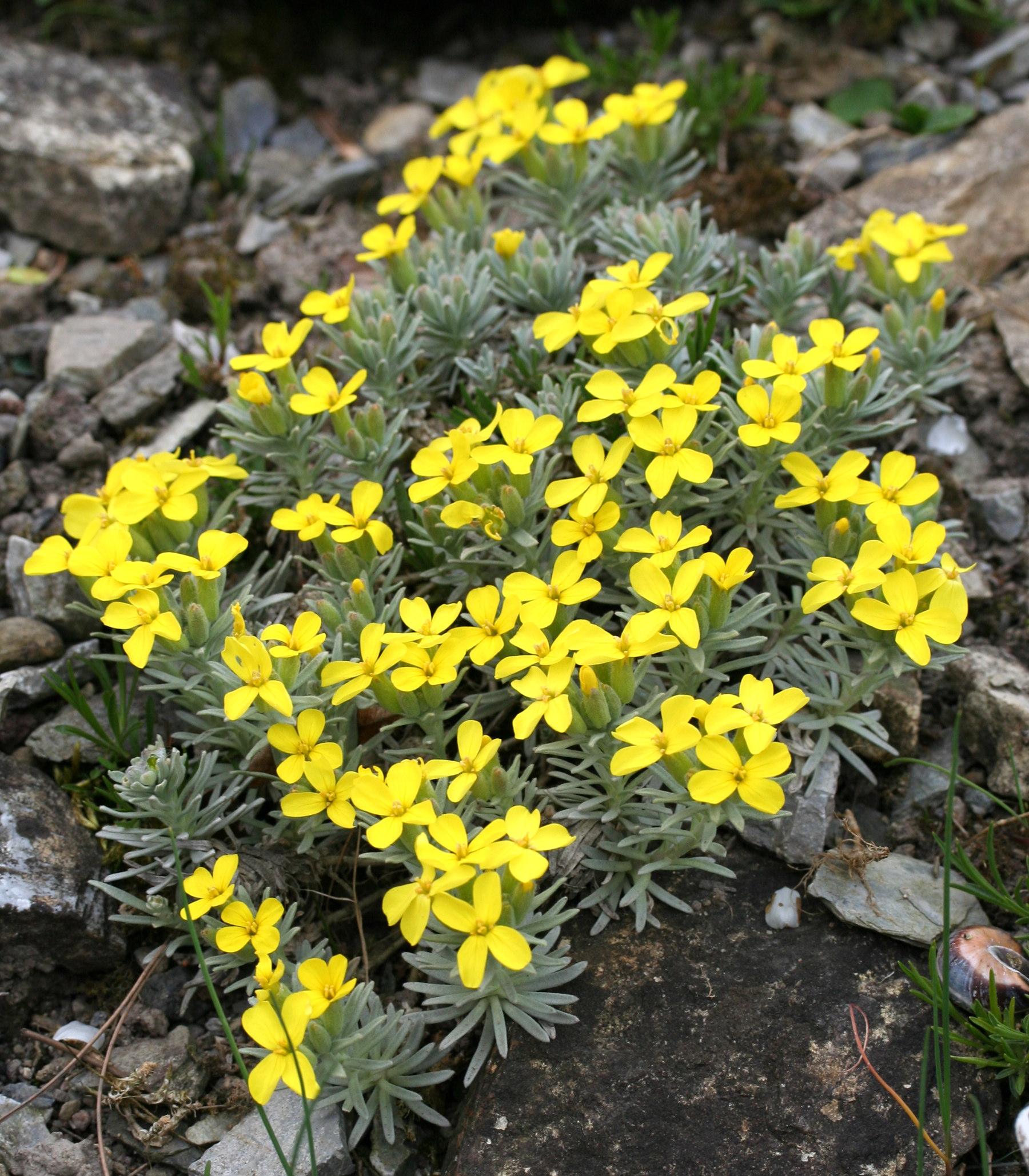
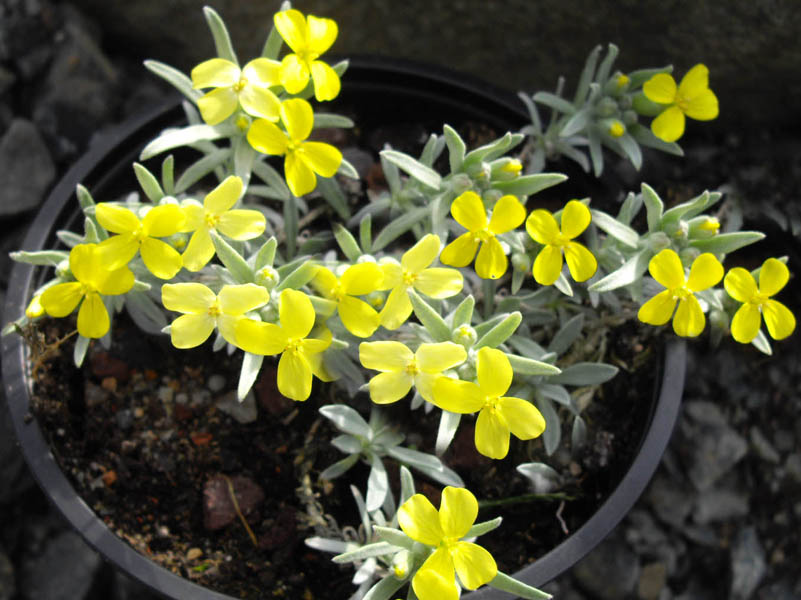
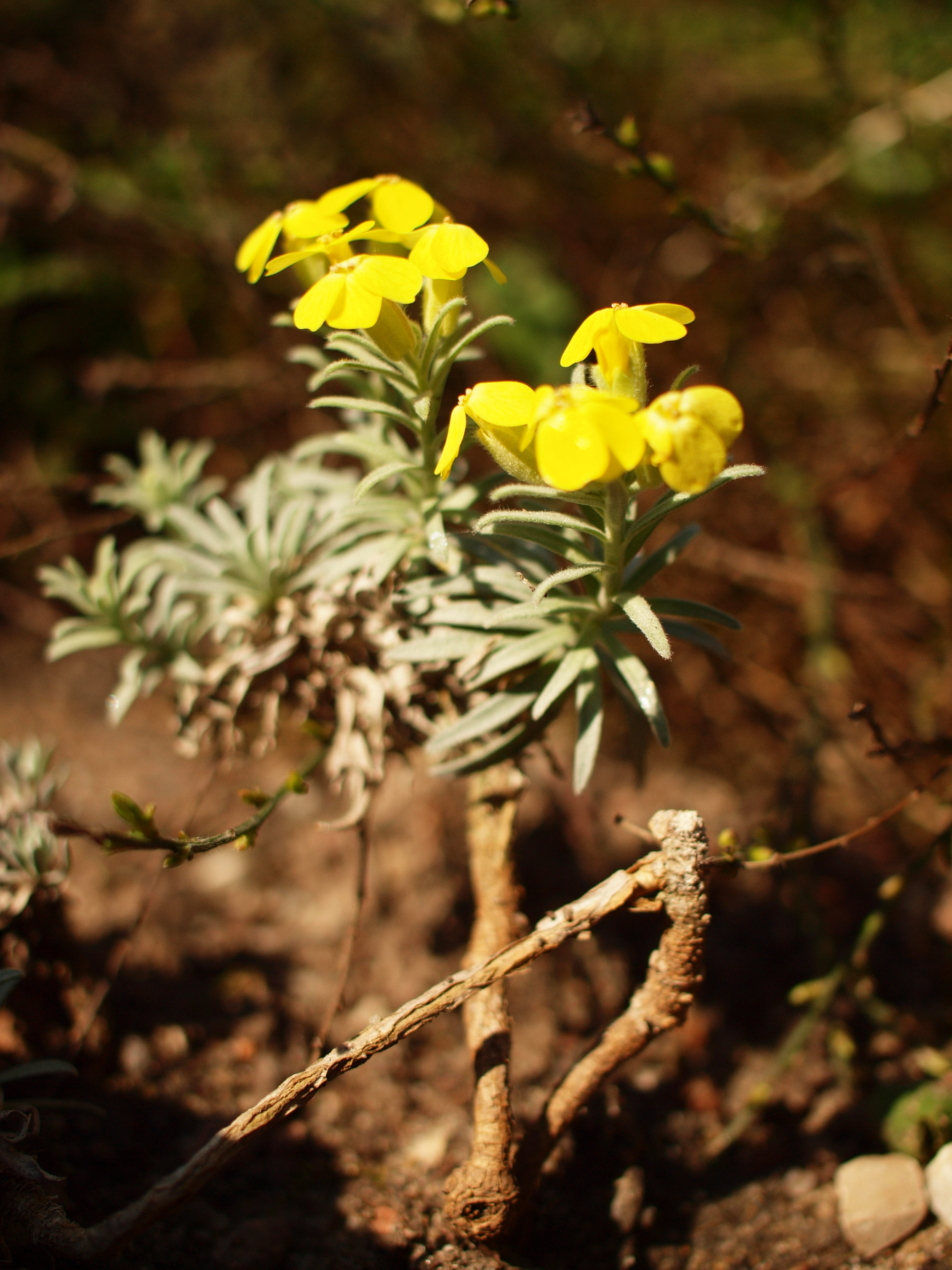
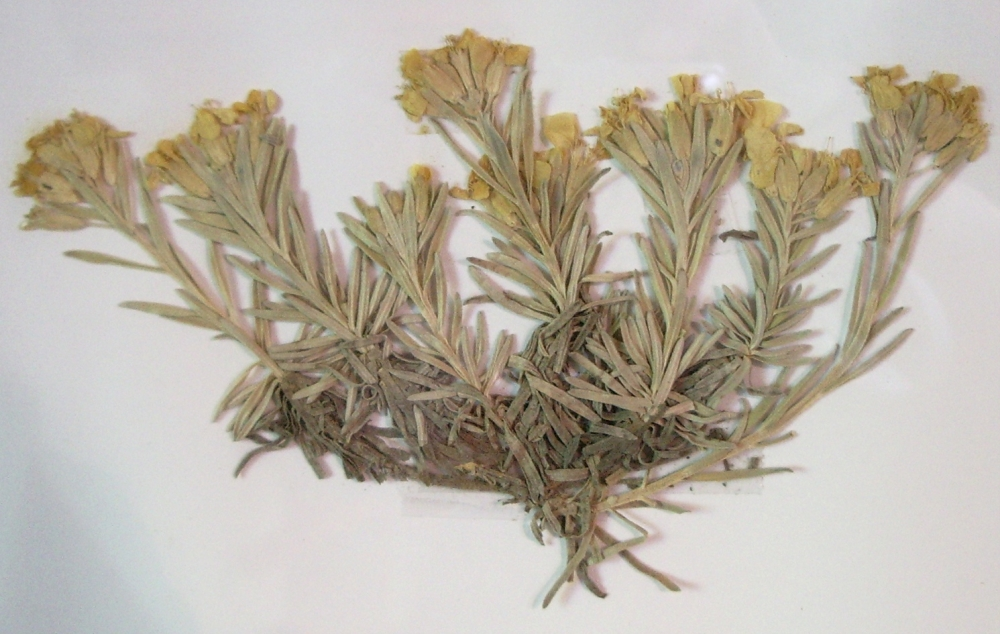
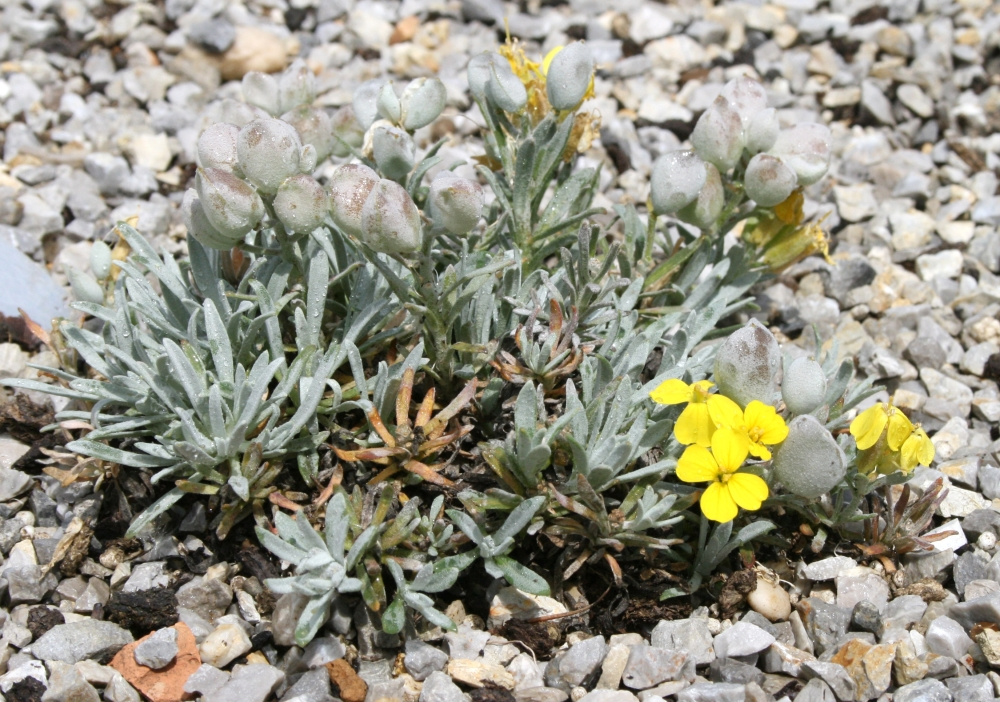
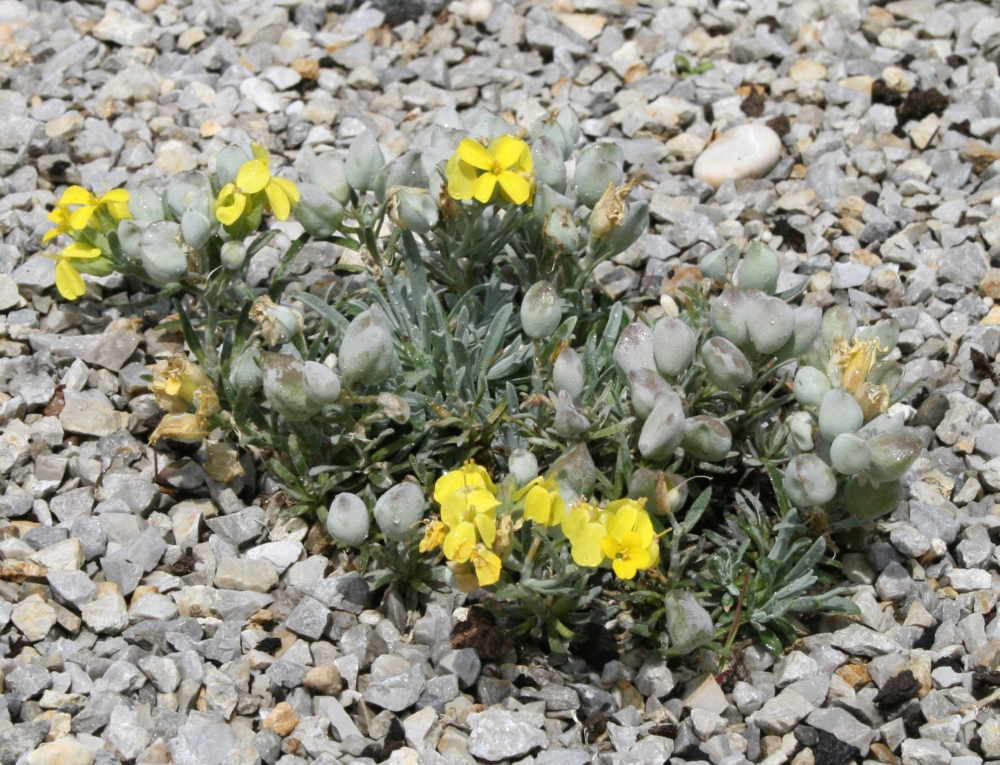